# والتر ريتشارد
والتر ريتشارد هو دراج سويسري، ولد في 13 أكتوبر 1939 في زيورخ في سويسرا.

## وصلات خارجية
- والتر ريتشارد على موقع أرشيف الدراجات (الإنجليزية)
- والتر ريتشارد على موقع أوليمبيديا (الإنجليزية)